# Linnaemya nonappendix
Linnaemya nonappendix là một loài ruồi trong họ Tachinidae.